# 崔炯斗
崔炯斗（：／ Choi Hyeong-du，1962年10月23日—），大韓民國保守派政治人物，現任國會議員。